# Marco Chiesa
Pour les articles homonymes, voir Chiesa.
Marco Chiesa, né le 10 octobre 1974 à Lugano (originaire du même lieu), est une personnalité politique suisse, membre de l'Union démocratique du centre (UDC). 
Il est député du canton du Tessin au Conseil national de 2015 à 2019, puis au Conseil des États, et président de l'UDC d'août 2020 jusqu'à mars 2024.

## Biographie
Marco Chiesa naît le 10 octobre 1974 à Lugano, dont il est aussi originaire. Sa mère est secrétaire communale, son père, Antonio, est fonctionnaire auprès du canton et footballeur au FC Lugano, club avec lequel il remporte la Coupe de Suisse en 1968. Ses parents sont divorcés et Marco Chiesa a un demi-frère paternel né en 2002.
Issu d'une famille originaire de Viganello, il passe son enfance dans le quartier de Molino Nuovo à Lugano, puis à partir de sept ans dans l'ancienne commune de Villa Luganese,.
En 1999, il obtient une licence en sciences économiques de l'Université de Fribourg, puis un master en économie et gestion de la santé de l'Université de la Suisse italienne en 2006. En 2018, il y obtient un autre master, en gestion du capital humain.
Banquier chez PricewaterhouseCoopers à Lausanne de 2000 à 2001, puis chez UBS à Chiasso et Milan de 2001 à 2003, il est ensuite assistant de gestion à l'Hôpital cantonal du Tessin jusqu'en 2005, puis directeur de l'établissement médico-social de Grono jusqu'en 2020, année à partir de laquelle il dirige l'entreprise fiduciaire Ticiconsult, fondée le 27 août 2020 avec le conseiller national Piero Marchesi.
Il est marié depuis mai 2007 à Monja, avec qui il a deux enfants, nés en 2008 et 2010. Ils habitent depuis 2008 à Castagnola-Cassarate-Ruvigliana (it), un quartier de Lugano, dans l'appartement dans lequel sa femme a grandi,.

## Parcours politique
Il est conseiller municipal de la commune de Villa Luganese de 2001 à 2004, puis conseiller municipal de la commune de Lugano jusqu'en 2013.
Il est président de la section de l'UDC de Lugano de 2004 à 2005[réf. nécessaire], puis vice-président de la section cantonale de l'UDC du Tessin de 2006 à 2008.
De 2007 à 2015, il est député au Grand Conseil du canton du Tessin, où il est membre des commissions santé, école, agrégations et aménagement du territoire.
En 2015, il est élu au Conseil national comme représentant du canton du Tessin. Il est alors membre de la Commission de politique extérieure (CPE) et devient, en 2018, président de la délégation suisse pour les relations avec le Parlement italien. Lors des élections fédérales de 2019, il est élu au Conseil des États. Il y est réélu au second tour en 2023. Il y siège à nouveau au sein de la CPE, qu'il préside depuis la fin 2023 ; au cours de sa première législature à la Chambre haute, il rejoint en plus la Commission des institutions politiques (CIP) et la Commission de gestion (CdG) ; au cours de sa seconde législature, la Commission de l'environnement, de l'aménagement du territoire et de l'énergie (CEATE).
Vice-président de l'UDC depuis 2018, il est proposé à fin juillet 2020 par la commission de sélection de l'UDC Suisse comme candidat à la présidence du parti, en remplacement d'Albert Rösti, démissionnaire. Il est élu lors de l'assemblée des délégués du parti le 22 août de la même année à Brugg et devient ainsi le premier président latin de l'UDC. Il s'est exprimé en faveur du versement d'un salaire pour le président de l’UDC, qui était jusqu’ici une fonction honorifique non rémunérée. Selon le politologue Oscar Mazzoleni, bien que très proche de la ligne de Christoph Blocher, Marco Chiesa « devra toutefois travailler dur pour être accepté en Suisse alémanique et parvenir à y mobiliser les sections locales. L’UDC reste en effet malgré tout d’abord un parti alémanique. »
Après avoir annoncé en décembre 2023 ne pas briguer un deuxième mandat à la tête de l'UDC le 23 mars suivant, il est élu à la Municipalité (exécutif) de Lugano le 14 avril 2024.

### Autres mandats
Il est vice-président de l'Action pour une Suisse indépendante et neutre depuis 2018 et vice-président d'Helvetia Latina depuis 2015.